# Da Terra Nascem os Homens
Da Terra Nascem os Homens (The Big Country) é um filme estadunidense de 1958, dos gêneros western e drama, dirigido por William Wyler.

O roteiro é baseado no livro de mesmo nome, escrito por Donald Hamilton.

## Elenco
- Gregory Peck .... James McKay
- Jean Simmons .... Julie Maragon
- Carroll Baker .... Patricia Terrill
- Charlton Heston .... Steve Leech
- Burl Ives .... Rufus Hannassey
- Charles Bickford .... major Henry Terrill
- Chuck Connors .... Buck Hannassey

## Sinopse
James McKay, um rico herdeiro de frota naval de Baltimore chega a uma cidadezinha do Oeste para se encontrar com sua noiva, Patricia, filha do rancheiro mais poderoso do território, o Major Terrill. Os modos elegantes e as finas roupas de McKay causam desconfiança nos rudes habitantes do lugar, e ele é constantemente desafiado para brigas e coisas do tipo montar um cavalo bravio. McKay é capaz desses feitos mas não vê porque se exibir e não acata os desafios, apenas o fazendo quando ele quer e sem assistentes. Patrícia não sabe disso e se decepciona com McKay pois o acha um covarde e os dois acabam se separando e cancelando o casamento. Mas ela quer voltar quando descobre que McKay comprou a propriedade de Julie Maragon chamada "Big Muddy", com a intenção de lhe dar como "presente de casamento". O lugar possui água mesmo durante as secas e tanto o Major Terril quanto seu rival, o rude sitiante Rufus Hannassey, brigam pela sua posse, mesmo Jules garantindo o acesso a todos que precisarem. Jules e McKay se unem para evitar a guerra entre os dois rancheiros por causa da água, mas acabam percebendo que a mesma não é o principal causa do desentendimento, pois o Major Terrill e Hannassey se odeiam e não cessarão as hostilidades enquanto os dois estiverem vivos.

## Principais prêmios e indicações
Burl Ives ganhou o Oscar de melhor ator coadjuvante e também o Globo de Ouro por sua atuação.
O filme também concorreu ao Oscar na categoria de melhor trilha sonora, escrita por Jerome Moross, e ao BAFTA, na categoria de melhor filme de qualquer origem.